# 성승민
성승민(2003년 5월 13일~)은 대한민국의 근대5종 선수이다. 2024년 하계 올림픽에 참가, 근대5종 여자 경기에서 동메달을 기록하였다.

## 경력
성승민은 불로초등학교 재학 시절에는 수영 유소년 선수로 활동했다. 초등학교 졸업 후 일반 중학교로 진학했다가 1학년 2학기에 근대5종으로 종목을 바꾸고 대구체육중학교으로 전학을 갔다. 이후 중학교 2학년 때부터 전국소년체전 우승 등 각종 대회에서 탁월한 결과를 보였다.
대구체육고등학교 재학 시절인 2019년에 대한민국 주니어 국가대표로 발탁되었고 11월에 중국 우한에서 열린 아시아 주니어 선수권 대회에서 개인전과 단체전 우승을 차지했다.
이후 2021년 11월에 처음으로 성인 국가대표가 되었고 이듬해인 2022년 6월 튀르키예 앙카라에서 열린 월드컵 대회 개인전을 통해 성인 국가대표 첫 경기를 가졌다. 그녀는 이 경기에서 12위에 올랐다. 7월에는 이집트 알렉산드리아에서 열린 2022년 세계 선수권 대회에 참가했고 개인전 15위에 올랐다. 또한 김선우, 장하은과 함께 참가한 단체전에서는 은메달을 획득했다. 같은 해 9월에는 카자흐스탄 알마티에서 열린 아시아 선수권 대회에 참가했고 개인전에서 대표팀 동료인 정민아와 김은주의 뒤를 이어 동메달을 획득했다. 또한 단체전에서도 정민아와 김은주와 함께 출전하여 우승을 차지했다.
성승민은 2023년 8월에는 영국 바스에서 열린 2023년 세계 선수권 대회에 참가했으며 개인전 27위에 올랐다. 같은 해 9월 중국 항저우에서 열린 2022년 아시안 게임에 참가했으며 개인전에서 12위에 올랐으며 김선우, 김세희와 함께 참가한 여자 단체전에서 동메달을 획득했다.
2024년 6월에는 중국 정저우에서 열린 2024년 세계 선수권 대회에 참가했다. 그녀는 개인전에서 헝가리의 구지 블런커와 에르되시 리터를 누르고 금메달을 획득하여 대한민국 여자 선수로는 최초로 세계 근대5종 선수권 대회 개인전 우승을 차지했다. 또한 김선우, 장하은과 함께 참가한 단체전에서 헝가리의 뒤를 이어 준우승을 차지했고 김선우와 함께 참가한 릴레이 경기에서 이집트와 과테말라팀을 꺾고 금메달을 획득했다.
같은 해 8월에는 프랑스 파리에서 열린 2024년 하계 올림픽에 참가하였다.  8월 11일 근대5종 여자 경기에서 헝가리의 구야시 미셸과 프랑스의 엘로디 클루벨의 뒤를 이어 동메달을 획득했다. 성승민은 해당 종목에서 대한민국 선수 중 처음으로, 아시아 선수 중에서도 처음으로 메달을 획득한 선수가 되었다. 이는 대한민국의 올림픽 근대5종 종목 두 번째 메달 획득이기도 하다.